# Шестаки (посёлок станции, Губахинский муниципальный округ)
Шестаки — посёлок станции в Пермском крае России. Входит в Губахинский муниципальный округ.

## География
Посёлок расположен вблизи правого берега реки Косьва, к западу от города Губаха. Одноимённая железнодорожная станция.

## Население
| 1963 | 2010 |
| ---- | ---- |
| 500  | ↘66  |

## История
С 2004 до 2012 гг. посёлок входил в Северо-Углеуральское городское поселение Губахинского района, с 2012 до 2022 гг. — в Губахинский городской округ.

## Топографические карты
- Лист карты O-40-43 Парма. Масштаб: 1 : 100 000. Состояние местности на 1980 год. Издание 1987 г.